# 期望值
在概率论和统计学中，一个离散性随机变量的期望值（或数学期望，亦简称期望，物理学中称为期待值）是试验中每次可能的结果乘以其结果概率的总和。换句话说，期望值像是随机试验在同样的机会下重复多次，所有那些可能狀態平均的结果，便基本上等同“期望值”所期望的數。期望值可能与每一个结果都不相等。换句话说，期望值是该变量输出值的加权平均。期望值并不一定包含于其分布值域，也并不一定等于值域平均值。
例如，掷一枚公平的六面骰子，其每次「點數」的期望值是3.5，计算如下：
{\displaystyle {\begin{aligned}\operatorname {E} (X)&=1\cdot {\frac {1}{6}}+2\cdot {\frac {1}{6}}+3\cdot {\frac {1}{6}}+4\cdot {\frac {1}{6}}+5\cdot {\frac {1}{6}}+6\cdot {\frac {1}{6}}\\[6pt]&={\frac {1+2+3+4+5+6}{6}}=3.5\end{aligned}}}
不過如上所說明的，3.5雖是「點數」的期望值，但卻不属于可能结果中的任一个，沒有可能擲出此點數。

## 数学定义
如果{\displaystyle X}是在概率空间{\displaystyle (\Omega ,F,P)}中的随机变量，那么它的期望值{\displaystyle \operatorname {E} (X)}的定义是：
{\displaystyle \operatorname {E} (X)=\int _{\Omega }X\,\mathrm {d} P}
并不是每一个随机变量都有期望值的，因为有的时候上述积分不存在。
如果两个随机变量的分布相同，则它们的期望值也相同。
如果{\displaystyle X}是离散的随机变量，输出值为{\displaystyle x_{1},x_{2},\ldots }，和输出值相应的概率为{\displaystyle p_{1},p_{2},\ldots }（概率和为1）。
若级数{\displaystyle \sum _{i}p_{i}x_{i}}绝对收敛，那么期望值{\displaystyle \operatorname {E} (X)}是一个无限数列的和。
{\displaystyle \operatorname {E} (X)=\sum _{i}p_{i}x_{i}}
如果{\displaystyle X}是连续的随机变量，存在一个相应的概率密度函数{\displaystyle f(x)}，若积分{\displaystyle \int _{-\infty }^{\infty }xf(x)\,\mathrm {d} x}绝对收敛，那么{\displaystyle X}的期望值可以计算为：
{\displaystyle \operatorname {E} (X)=\int _{-\infty }^{\infty }xf(x)\,\mathrm {d} x}。
是针对于连续的随机变量的，与离散随机变量的期望值的算法同出一辙，由于输出值是连续的，所以把求和改成了积分。

## 性质
- 期望值{\displaystyle E}是线性函数。
{\displaystyle \operatorname {E} (aX+bY)=a\operatorname {E} (X)+b\operatorname {E} (Y)}
{\displaystyle X}和{\displaystyle Y}为在同一概率空间的两个随机变量（可以独立或者非独立），{\displaystyle a}和{\displaystyle b}为任意实数。
- 一般的说，一个随机变量的函数的期望值并不等于这个随机变量的期望值的函数。
{\displaystyle \operatorname {E} (g(X))=\int _{\Omega }g(x)f(x)\,\mathrm {d} x\neq g(\operatorname {E} (X))}
- 在一般情况下，两个随机变量的积的期望值不等于这两个随机变量的期望值的积。
当{\displaystyle \operatorname {E} (XY)=\operatorname {E} (X)\operatorname {E} (Y)}成立时，随机变量{\displaystyle X}和{\displaystyle Y}的协方差为0，又称它们不相關。特别的，当两个随机变量独立时，它们协方差（若存在）为0。

## 期望值的运用
在统计学中，估算变量的期望值时，经常用到的方法是重复测量此变量的值，再用所得数据的平均值来估计此变量的期望值。
在概率分布中，期望值和方差或标准差是一种分布的重要特征。
在古典力学中，物体重心的算法与期望值的算法十分近似。
在賭博中，期望值又稱預期值、長期效果值、合理價值、期待值，都能完全貼和，而其計算的方式為：
{\displaystyle \mathrm {EV} }（期望值）{\displaystyle =}勝的概率{\displaystyle \times }獲勝的籌碼{\displaystyle -}輸的概率{\displaystyle \times }輸掉的籌碼
期望值也可以通过方差计算公式来计算方差：
{\displaystyle \operatorname {Var} (X)=\operatorname {E} (X^{2})-\operatorname {E} (X)^{2}}
（平方的期望值減期望值的平方）

## 其他写法
在机器学习领域的文章中，常常在期望算子的下标中指定{\displaystyle x}服从的分布。例如：随机变量{\displaystyle x}的函数{\displaystyle g(x)}的期望常常写成这样：
{\displaystyle \mathbb {E} _{x\sim p(x)}[g(x)]=\int _{-\infty }^{\infty }p(x)g(x)\,\mathrm {d} x}
{\displaystyle p(x)}是{\displaystyle x}的概率密度函数。